# E573
La ruta europea E573 és una carretera que forma part de la Xarxa de carreteres europees. Comença a Püspökladány (Hongria) i finalitza a Užgorod (Ucraïna). Té una longitud de 204 km. Té una orientació de nord a sud.